# Plaques de Torslunda
Les plaques de Torslunda són quatre motles de bronze fos que aparegueren a la parròquia de Torslunda, a l'illa sueca d'Öland. Contenen figures en relleu, representant el que semblen escenes tradicionals de la mitologia germànica. Les plaques es van dissenyar per col·locar fins fulls de paper d'alumini contra les escenes i martellejar o pressionar d'una altra manera pel revers per produir imatges idèntiques en gran quantitat. Els fulls de paper alumini (pressblech) resultants es farien servir per a decorar cascos com els que s'han trobat a Vendel, Valsgärde i Sutton Hoo.

## Descobriment
Les plaques es van descobrir en un cairn a principis del 1870 i ara són al Museu d'Antiguitats Nacionals de Suècia. Són peces famoses, sobretot perquè contenen escenes mitològiques completes, a diferència dels fragments degradats de làmines pressblech. Les plaques s'han datat de l'era de Vendel, dels segles VI i VII.

## Descripció
Cada placa té un dibuix mitològic diferent, que es mostra en el sentit contrari a les agulles del rellotge des de la part inferior dreta de la A a la D, com a "individu lluitant contra dos ossos", "individu amb una destral al costat d'un animal lligat", que podria ser el déu Tir amb el llop Fènrir, "dos guerrers portant llances i cascos amb efígies de senglars" i "individu amb banyes ballant al costat d'un altre amb una llança i una pell de llop".

## Interpretació
La darrera representació és en especial coneguda per l'ull dret que manca al dansaire amb banyes, que segons ha mostrat un escàner làser modern ha estat esborrat, segurament de l'original usat per a fer el motle. Això recorda el déu nòrdic d'un sol ull Odin, que donà un ull per a poder beure d'un pou les aigües del qual contenien saviesa, i suggereix que la figura de la placa és ell. Està representat al costat d'un home llop, un Berkerser (o Úlfhéðinn). Aquest darrer és potser un pars pro toto, que encarna els guerrers-llop dirigits en una dansa extasiada pel déu del frenesí.